# Kanton Masseube
Kanton Masseube (fr. Canton de Masseube) je francouzský kanton v departementu Gers v regionu Midi-Pyrénées. Skládá se z 24 obcí.

## Obce kantonu
- Arrouède
- Aujan-Mournède
- Aussos
- Bellegarde
- Bézues-Bajon
- Cabas-Loumassès
- Chélan
- Cuélas
- Esclassan-Labastide
- Lalanne-Arqué
- Lourties-Monbrun
- Manent-Montané
- Masseube
- Monbardon
- Monlaur-Bernet
- Mont-d'Astarac
- Monties
- Panassac
- Ponsan-Soubiran
- Saint-Arroman
- Saint-Blancard
- Samaran
- Sarcos
- Sère